# ژان لوک ملانشن
ژان لوک ملانشُن (به فرانسوی: Jean-Luc Mélenchon) (زاده ۱۹ اوت ۱۹۵۱) یک سیاستمدار فرانسوی است. وی در ابتدا عضو حزب سوسیالیست فرانسه بود. او در سال ۲۰۰۸ از این حزب جدا و عضو حزب چپ فرانسه شد. وی در سال ۲۰۱۲ با حمایت حزب کمونیست در انتخابات ریاست‌جمهوری ۲۰۱۲ فرانسه شرکت کرد و نتوانست در دور دوم حضور پیدا کند. ملانشن در سال ۲۰۱۷ حزب فرانسه تسلیم‌ناپذیر را تأسیس کرد و از طرف این حزب در انتخابات ریاست‌جمهوری همان سال خود را نامزد کرد. اما تنها ۱۹٫۵۸٪ آراء را کسب کرد و در جایگاه چهارم قرار گرفت و برای حضور در دور دوم انتخابات بازماند. او هم‌اکنون، یکی از نمایندگان مردم فرانسه در پارلمان اروپا است.

## مواضع سیاسی
ژان لوک ملانشن به لحاظ سیاسی به سوسیالیسم دمکراتیک و ماتریالیسم تاریخی اعتقاد دارد. اندیشه او عمدتاً تحت تأثیر ژان ژورس قرار دارد. او پشتیبان افزایش حقوق کارگران و بسط برنامه‌های رفاه اجتماعی فرانسه است. او خواستار بازتوزیع انبوه ثروت به منظور از میان بردن نابرابری‌های اقتصاد اجتماعی موجود شده‌است. سیاست‌های پیشنهادی ملانشن شامل اعمال مالیات بر درآمد ۱۰۰ درصدی بر همه اتباع فرانسوی که بیش از ۳۶۰٬۰۰۰ یورو در سال درآمد دارند، بازپرداخت کامل مخارج مراقبت سلامت از سوی دولت، کاستن از قدرت رئیس‌جمهور به نفع قوه مقننه و همچنین تسهیل قوانین مهاجرتی است.
در دهه ۱۹۷۰ ژان لوک ملانشون از کار آموزگاری و روزنامه‌نگاری دست کشید تا بیشتر بر فعالیت‌های چپ گرایانه تمرکز کند. او در زمان نخست‌وزیری لیونل ژوسپن برای مدت کوتاهی به عنوان وزیر آموزش مشغول کار شد. ملانشون در اوایل دهه ۲۰۰۰ از چرخش سوسیالیست‌ها به سمت راست ناامید شد.
ژان لوک ملانشن در سال ۲۰۰۵ از اصلی‌ترین مخالفان تصویب عهدنامه قانون اساسی اتحادیه اروپا بود.
ملانشون ضمن مخالفت با سیاست‌های امانوئل مکرون و پشتیبان جنبش جلیقه‌زردها بود.

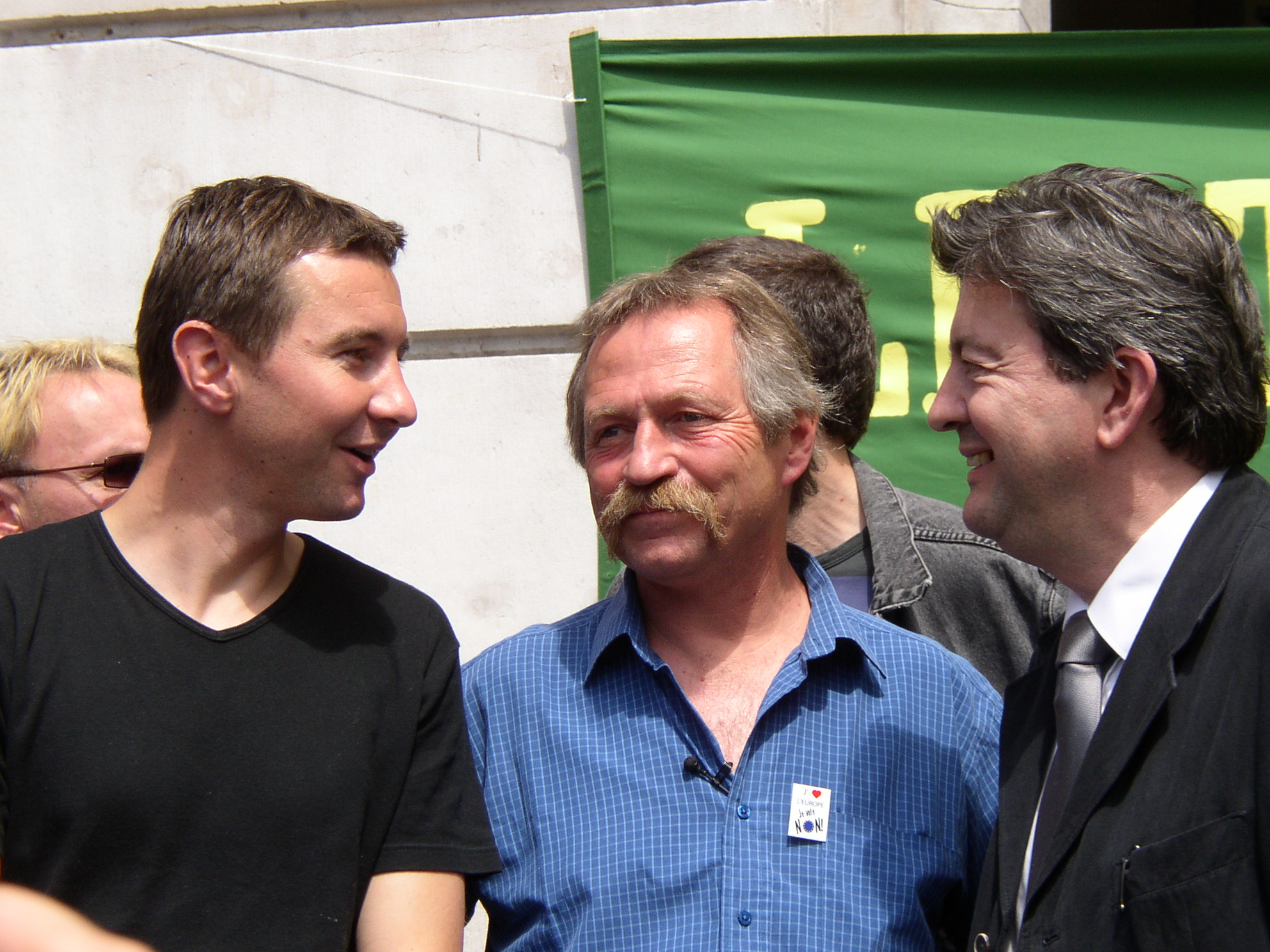
ملانشن در جلسه‌ای در حمایت از رای نه در انتخابات قانون اساسی اروپا در فرانسه، ۲۰۰۵.

ملانشن از منتقدین صریح الهجهٔ اتحادیه اروپا است. او معتقد است که اتحادیه اروپا به علت اجرای سیاست‌های نئولیبرالیسم اقتصادی فاسد شده‌است. او می‌گوید: برخی از نهادهای بین‌المللی، همچون اتحادیه اروپا صدای مردم را خفه کرده‌اند.
ملانشن با ناتو مخالف است و ناتو را مخالف حاکمیت ملی فرانسه می‌داند. او خواستار کنار کشیدن فرانسه از ناتو شده‌است. و به خاطر همین دیدگاه، هدف انتقادهای بسیاری است.